# Dubfellas
Dubfellas è un album degli Almamegretta.

## Tracce
1. Why not
2. Hey man
3. Don't say
4. Dubmuoll
5. Muro ‘e mare
6. Mosaique
7. Swinging on the water
8. Goin' home
9. Zafra